# 廁所飯

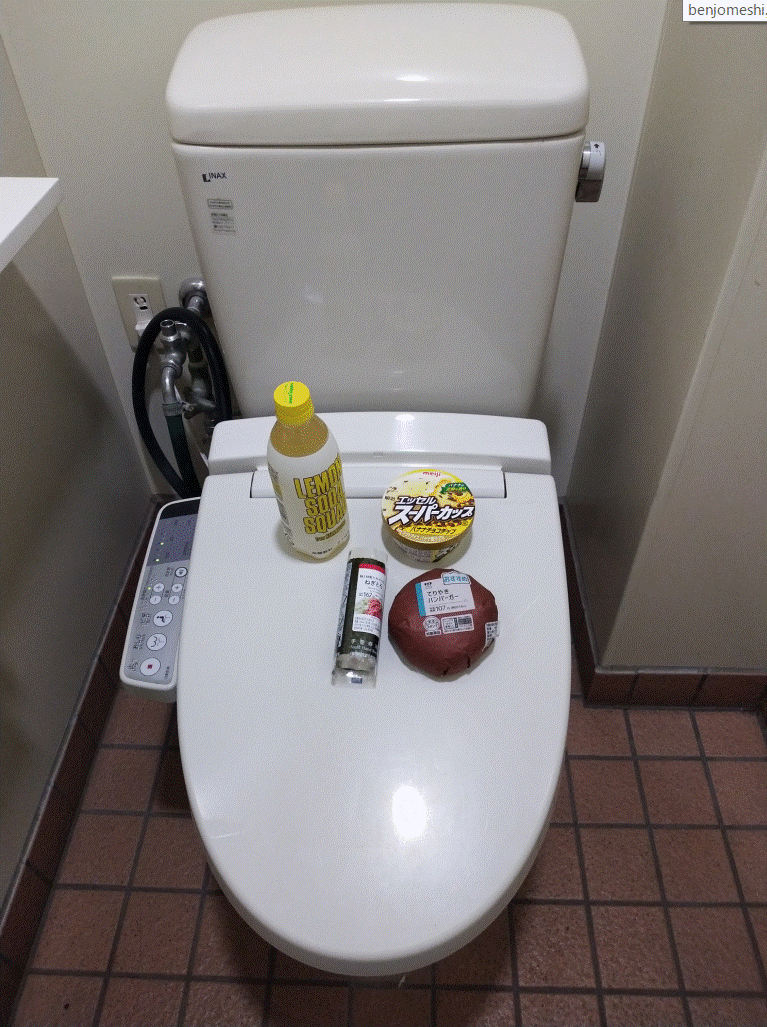
在馬桶上擺放好準備食用的餐點

廁所飯（日语：／ benjo-mesh）是日本的俚語，指的是個人在廁所裡進食的行為，也反映了一種社會現象。
在現代日本，有一部分人選擇在廁所的隔間內進食，這種行為被稱為「廁所飯」。最常見的原因是他們不希望被他人看到自己獨自進食，認為這樣的場景會讓人感到孤單。此外，其他原因還包括節省外出用餐的費用、在餐廳或食堂座無虛席時尋找替代用餐場所、多忙的工作環境中躲避同事，或者僅僅因為廁所隔間讓人感到舒適。
「廁所飯」一詞最初被認為是一種真假難辨的都市傳說，由於通常是隱秘進行的，因此外界難以察覺其存在，但隨著報導與調查的深入，這一現象如今已被廣泛認知。2013年，島根大學教育學部的一項調查顯示，新生對「廁所飯」一詞的認知度達到56.6%。此外，將廁所與用餐結合的詞彙具有一定的話題性，不時出現在電視劇或漫畫等流行媒體中。「廁所飯」一現象也曾被日本海外媒體報導。

## 典型姿勢
由於私人廁所並非設計用於進食，每個人在廁所中的進食姿勢各不相同。通常人們會坐在西式馬桶的馬桶蓋上進食，這是廁所中最自然的進食姿勢，在大多數虛構作品中也經常以此呈現。 其他方式則包括蹲在馬桶前進食或站在和式蹲式馬桶前進食。

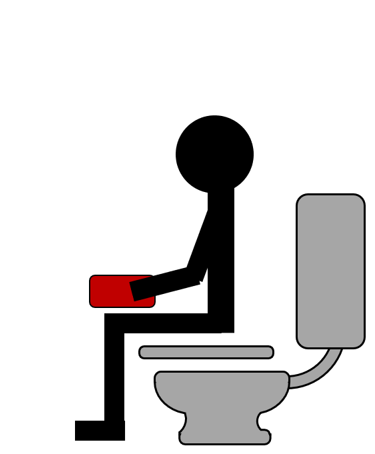
坐姿
坐在坐式馬桶上，像排便時一樣，將便當放在大腿上進食。「放下馬桶蓋並坐在上面，是便所飯中最基本的姿勢。」。在所有的便所飯姿勢中，這種姿勢最接近自然的進食方式。

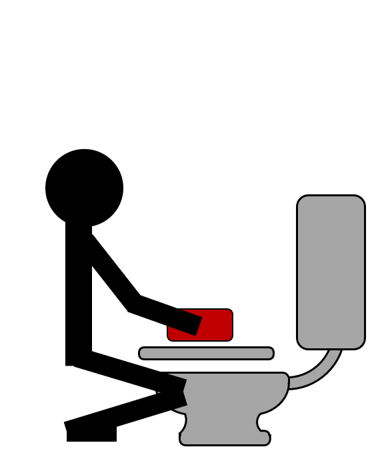
蹲姿
蹲在地上進食。如果是蹲式馬桶，則蹲在地上，將便當放在膝蓋上；如果是坐式馬桶，則面對馬桶蹲下，將馬桶蓋放下，作為小桌子來進食。書籍《日本流行語100選》提到：「如果需要鋪開食物，可以將馬桶蓋放下當作桌子。然而這種姿勢的缺點在於，這種姿勢非常疲勞，而且無法避免地會看到馬桶座和水箱，這會降低進食的心情。此外，如果隔間的門下方可以看到腳，便所飯者的腳跟可能會讓外面的人疑惑他在做什麼。」。在虛構作品中，例如漫畫《絕叫學級》第33話中，主角大野就在和式馬桶的隔間裡蹲著吃飯。

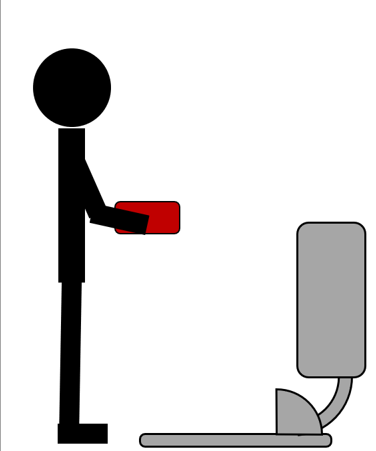
站姿
即所謂的「站著吃」。如果無法使用西式馬桶的隔間，在和式馬桶的隔間中，可能不得不採取這種非常不便的姿勢。在虛構作品中，例如電影《ぼっち》中，主角裕子就在和式馬桶的隔間裡站著吃飯。

## 社會調查與研究
由於廁所飯的現象難以量化，至今已有多次社會調查針對此現象進行研究。雖然各調查數據有所不同，但2013年進行的一項大型調查顯示，大約12%的人曾在廁所裡用餐，其中年輕人的比例較高，女性的比例則相對較高。

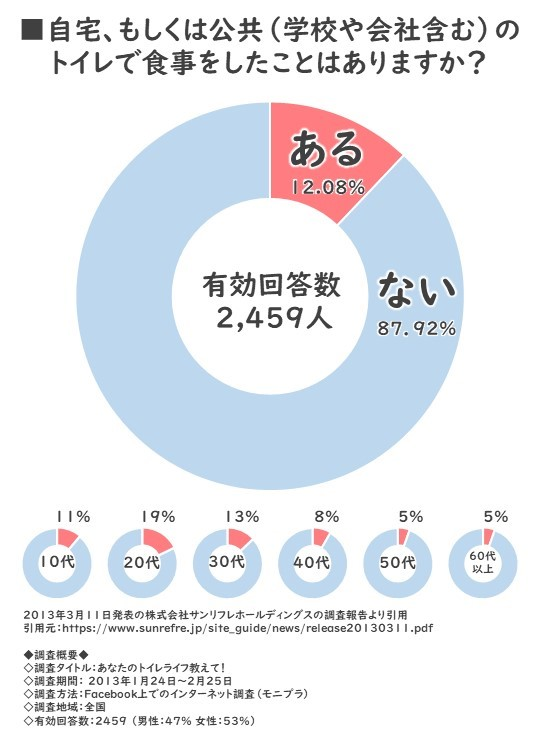
2013年的調查顯示12.08%的人曾經有「廁所飯」的經驗

- 2009年，法政大學教授尾木直樹對487名學生進行調查，共收到400份回應。其中，0.3%的受訪者表示「經常」在廁所進食，2.0%的受訪者表示「偶爾」進食，合計2.3%的受訪者有便所飯的經驗[15]。
- 2012年，Mynavi News對1000名會員進行調查，結果顯示7.1%的人曾在廁所裡用餐。[16]
- 2013年，由住宅裝修公司SunRefreHoldings進行的調查中，2459名有效回應者中，12%曾在自宅、學校或公司的公共廁所裡用餐。20多歲的比例為19%，30多歲為13%，10多歲為11%。20多歲的女性中，80%有過便所飯的經驗，且多數是在公共廁所。[17][14]
- 2015年，博報堂DY控股對1500名20至60歲的男女進行調查，5.5%的人表示曾在廁所裡用餐。[18]
- 2017年，博報堂DY控股對1342名20至60歲的男女進行調查，10.2%的人表示曾在廁所裡用餐。男性中有11.9%，女性中有8.5%。受訪者提到的原因包括希望節省午餐費、拒絕邀請的困難，以及認為廁所「涼爽舒適」。[19]

## 法律
在日本，關於廁所飯的法律相對較少，主要因為這類情況難以執法。法律上可能涉及的情況包括當使用者在廁所停留過長時間，妨礙他人使用廁所，或留下垃圾導致衛生問題。然而，這些情況通常與腹部問題如腹瀉相關。
廁所個室屬於私人空間，因此通常不會有詳細的行為規定。大多數情況下，隱蔽地在廁所個室內進餐，外部使用者難以辨別，因此不會引發問題。然而，若使用者在個室內留下食物殘渣、發出咀嚼聲，且明顯占用個室，則可能對其他使用者和管理人造成困擾，進而引發法律問題。
辯護士COM網站的中川彩子從管理者的角度解釋了廁所飯的法律問題。她指出，使用者在建築物內的廁所用餐本身並不違法，因此難以全面禁止廁所飯。然而，若長時間占用個室妨礙他人使用，或留下食物殘渣導致衛生問題，則學校或公司可以依據管理權限禁止這類行為。她建議可以通過張貼通知來禁止廁所飯，如仍然發生，可以要求使用者離開，若拒絕則可能適用《刑法》的不退去罪。儘管強制停止個室內行為在實際操作中困難，但呼籲使用者遵守道德規範，例如不長時間占用個室和自帶垃圾回收，仍是現實可行的解決方案。

## 衛生

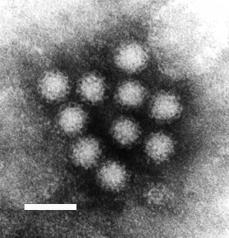
諾羅病毒

從衛生角度來看，在廁所內用餐並不理想。根據日本文部科學省發布的《學校餐飲人員培訓手冊》，「由於糞便中存在各種病原微生物，這些病原微生物會隨糞便排出，因此廁所是容易受到食物中毒病原體污染的高風險場所。排便過程中，廁所便池可能被諾羅病毒等病原體污染，廁所門把等也可能因手指接觸而受到污染」。 該報告書專門討論了廁所作為食品處理人員需要特別注意的場所。

## 作法
廁所的主要用途是排泄。根據明窗出版社（香港）出版的《日本流行語100選》，便所飯的作法強調「為了避免對他人造成困擾，應儘量避免在廁所內長時間停留」。這是因為廁所主要的功能是排泄，長時間佔用廁所會對其他需要使用的人造成不便。

## 孤獨的目光恐懼
廁所飯的原因之一是為了避免被視為孤獨而使用個室，也有人認為這是一個需要解決的社會問題。
在企業或學校等集體生活的環境中，友人數量常被用來衡量一個人的吸引力，而被認為沒有朋友的人往往會受到否定評價。午餐等自由活動的時候，朋友之間通常會聚在一起，這使得各自擁有的朋友數量變得非常明顯。因此，為了避免被認為沒有朋友（即不具吸引力），有些人會選擇在廁所的個室中隱蔽地用餐，以避開他人的目光。
大阪大學社會學副教授辻大介在《朝日新聞》中分析道：“在有限的人際關係中未能交朋友的人，不僅要忍受孤獨，還要承受被標籤為沒有朋友的怪人的目光。他們在雙重意義上被邊緣化。唯一能逃避這些目光的地方，可能只有廁所的個室。”。辻大介認為，解決這一問題的辦法是“創造一個讓孩子和年輕人能在同儕群體之外建立多樣化關係的環境，包括檢討班級制度”，並且透過建立多層次的人際關係來解決廁所飯的問題。
另一方面，群馬大學社會學者二宮祐在其論文《「廁所飯」關於一項考察：大學中的心理主義》中，批判了將廁所飯僅僅歸結為廁所飯當事人心理問題的做法。他指出，廁所飯現象是在廁所飯當事人與其他人之間的互動中產生的，將其視為僅由個人層面解決的問題是一種“認識論上的誤謬”。二宮主張，應該讓學生明白，將社會性構成的“問題”視為個人必須解決的“問題”是錯誤的。他還質疑廁所飯是否真的需要社會干預，並表達了對將廁所飯單一視為“問題”的質疑。他認為，廁所飯在大學生活中可以是暫時回避周圍人際摩擦的合適選擇。

## 大學的應對措施
各大學對於學生在廁所用餐的問題，從人際溝通的角度開始進行應對。最初報導此問題時，並未引起足夠重視。2009年《朝日新聞》的詢問中，東京大學的公關部門回應道：“可能是我們沒有注意到，但我們從未聽說過這種情況。”而名城大學的總務部則表示：“我們不認識這個問題，因此也不提供指導。”
隨著「廁所飯」的知名度上升，部分大學開始認識到此問題並進行應對。以下是一些例子：
- 2013年，島根大學教育學院在新生的住宿培訓營中發放問卷，發現56.6%的學生知道「廁所飯」這個詞。該部門通過舉辦與學長的關係建立培訓來嘗試減少新生的困擾。[29]

- 2016年，神戶學院大學在校園內進行的「居所」調查報告中，有1.7%的學生提到廁所是其居所之一。報告引述了二宮祐的觀點：“我們需要關注像大學生在廁所吃午餐這樣的情況”，並指出，“我們不能否認我們大學中有些學生可能將廁所視為他們的‘居所’，因為他們避開與他人的互動或無法良好地與他人相處。”[30]

- 北海道大學健康中心的輔導員表示：“實際上有些學生會在廁所的私人空間中獨自用餐。”對於那些因擔心被看見而無法獨自用餐的學生，該校開展了名為“午餐會”的活動，讓學生與工作人員一起用餐並討論各種話題。[31]

- 東京富士大學的學生輔導辦公室報告稱，學生告訴他們自己在廁所用餐，並建議學生“如遇到此類困擾，應儘快來學生輔導辦公室”。[32]

## 日本外的報導
日本以外的報導偶爾會將「廁所飯」這一引人注目的現象與日本文化相關聯，但對於這些報導的反應多半半信半疑。

### 英語圈
2011年，總部位於紐約的《紐約時報》在題為《Toilet Worship》的文章中介紹了日本人對廁所的執著及其高科技設施，如座便器，但認為廁所飯可能只是都市傳說，高科技仍無法克服廁所飯的恐懼。
同年，日本的英文在線媒體《Japan Times》引用了《J-Cast》的廁所飯相關報導，收到了57條評論，大多數人對廁所飯的存在表示懷疑。
2020年，英國公共廣播公司BBC報導稱，「十年前，許多日本人為了避免被看到一個人吃飯而選擇在廁所用餐，但今天人們對單身文化的看法發生了變化，提供了更多單身服務」。

### 華語圈
2012年，香港的明窗出版社出版的《理解不能？日本流行語100選》中提到「廁所飯」，並介紹了因找不到就餐伴侶而不得不在無人的地方用餐的極端例子，並指出書中對廁所飯的真實性保持懷疑。
2015年，台灣的新聞媒體《中國時報》報導稱，2013年的一項調查顯示12%的日本人有在廁所用餐的經歷，並指出為了防止孤獨的學生在廁所尋找地方，許多大學開始在食堂設置單身座位。
同年，日本的中文媒體《日本新華僑報網》報導了廁所飯，並收到了「日本的廁所清潔度得到世界認可，但仍無法理解在廁所用餐」的評論。

### 韓語圈
在韓國，「廁所飯」有時被稱為변소밥（Byunso-bap）、변소식（Byunso-sik）、화장실밥（Hwajangsil-bap），或以日語讀音稱為벤조메시（Benjo-meshi）。
韓國近年因社會動態變化，如快速的少子化，單身用餐（혼밥）從2010年左右開始流行。
2014年，韓國主要報紙《東亞日報》報導了「在廁所獨自用餐的大學生」，指出越來越多的學生在社交網絡上發佈廁所飯的照片。西江大學社會學系教授鄭尚珍分析認為，這是一種通過與他人分享自己獨自用餐的方式來尋求安慰的行為。
2015年，《東亞日報》的時任主編沈揆先針對《朝日新聞》的廁所飯報導，對400名大學生進行調查。雖然沒有學生承認實際進行廁所飯，但有學生表示會為了在廁所吃飯而準備不會發出聲音的食物，如去掉醃菜的韓國海苔卷。他推測，儘管學生們不願公開承認，但實際上韓國也可能存在廁所飯的現象。